# Metropolitanska stolnica v Santiagu
Metropolitanska stolnica v Santiagu (špansko: Catedral Metropolitana de Santiago) je sedež nadškofa  Santiaga, ki je trenutno Ricardo Ezzati Andrello in središče nadškofije Santiago de Chile. Gradnja neoklasicistične stolnice se je začela leta 1748 in končala leta 1800; druge spremembe, ki so bile narejene konec 19. stoletja kažejo njen sedanji videz. Pretekle stolnice v nadškofiji so uničili potresi. 
Stoji v zgodovinskem središču mesta na Plaza de Armas in v bližini nadškofijske palače Palacio Arzobispal de Santiago, upravnega središča nadškofije. Je tudi blizu Parroquia El Sagrario, katoliškega templja in čilskega nacionalnega spomenika.

## Zgodovina

### Prvi tempelj
Ob ustanovni mesta je Pedro de Valdivia stranico severozahodno od Plaza de Armas predvidel za gradnjo cerkve. Med gradnjo so verske obrede in evharistijo izvajali pred vrati guvernerjeve hiše, kjer je danes Glavna pošta. Verjetno je bila ob nastanku samo kapela iz blatne opeke in slame; vsaj od leta 1544 je znano, da maše niso več potekale na prostem, zato je bilo treba ustvariti ad-hoc stavbo za izvajanje katoliških obredov. 
Med letoma 1566 in 1600 je bila zgrajena prva stolnica. Veliko manjša od sedanje, je bila bogato okrašena in je ležala v smeri sever-jug, s svojo fasado na ulici calle Catedral. Pozneje je bil glavni vhod obrnjen proti trgu z vrati odpuščanja , še posebej po polemiki okoli leta 1600, ki je trdila, da so morali severna vrata zaradi nespodobnosti hiš zapreti in so bila delno ali povsem zaprta do uničenja leta 1769.
13. maja 1647 je potres prizadel osrednji del Gubernije Čila, uničil skoraj celotno mesto Santiago skupaj s stolnico. Vendar pa je glavna ladja ostala, čeprav se je njen strop zrušil. Opremo so lahko rešili nekaj dni kasneje. Zahvaljujoč pobudi škofa Gasparja de Villarroela je bila hitro obnovljena, čeprav ne za dolgo. Do leta 1657 je novo gibanje skoraj popolnoma uničilo zgradbo, ki je bila potem obnovljena med letoma 1662 in 1687.

### Projekt škofa Gonzáleza
Potres leta 1730 v Valparaísu je strukturo stolnice tako močno poškodoval, da je je bila štiri desetletja neuporabna. Leta 1746 je škof Juan Gonzalez Melgarejo menil, da je cerkev treba obnoviti v celoti.
Načrti za novo stolnico so delo Petra Vogla in Johna Hagena, dveh članov Družbe Jezusove, bavarskega porekla, ki sta poslala svoj projekt v Španijo v kraljevo odobritev leta 1753. Vendar pa je delo je že začelo leta 1748. Za Voglom in Hagenom sta delo nadaljevala kot vodji del Matías Vásquez de Acuna in Francisco Antonio de Barros. Slednja sta bila le kratek čas pri delu, saj je leta 1779 arhitekt Joaquin Toesca izdelal svojo podobo in usmerjal gradnjo. 
Škof Gonzalez je pridobil posesti, ki so mejile na stolnico, na vogalu današnje stolnice in ulice Bandera, ki so pripadale družini Bascuñán Pineda in odločil, da se z dolžino 100 metrov stavbo obrne proti trgu in spremenil smer, ki jo je prvotno določil Valdivia v 16. stoletju. Gonzalez je odredil začetek del na novem objektu in 1. julija 1748 je bil postavljen prvi kamen nove stavbe.
Gonzalez je prispeval 55.512 pesov, njegov naslednik Manuel de Alday več kot 160.000 pesov. La Corona je do leta 1788 podaril 97.994 pesov. V tem letu so porabili 390.235 pesov in stolnico dokončali približno do dveh tretjin.
Po tem so porabili še 48.964 pesov za delo, oziroma skupaj 456.772 pesov.

### Požar leta 1769
V noči 22. decembra 1769 je izbruhnil požar, ki je uničil celotno staro stolnico, verjetno zato, ker se je svetilo s svetilkami. Na zvonjenje druge cerkve so se ljudje zbrali na mestu požara, vendar je bilo prepozno: rešena je bila samo slika Virgen de los Dolores, ki je bila v Puerta del Perdón.  Po besedah Vásqueza de Acuña so pred ognjem ohranili nekaj srebra in staljenega zlata. 
Verska služba je bila začasno premeščena v Cerkev Družbe Jezusove, ki je bila zadolžena za verske obrede Mercedencev, nedavno izgnanih jezuitov v Ameriki.
Požar je bil vzrok, da so se dela na novi stolnici pospešila. Decembra leta 1775 je bil del nove cerkve toliko končan, da se je vanj preselila verska služba.

### Neoklasicistična stolnica Toesca in Cremonesija
Leta 1775 je škof Manuel de Alday vodil posvetitev. Šele pet let kasneje je prelat zaupal italijanskemu arhitektu Joaquinu Toescu preureditev fasade in stropa cerkve. Toesca je preuredil načrte, začenši z usmerjanjem del na območju nesreče, ki meji na trg in spreminjanjem dela že zgrajene površine, s čimer je bil tempelj arhitekturno obogaten. Postal je najpomembnejši arhitekt del stolnice, ki je uvedel neoklasicistični slog in je delal na njej približno 20 let.
Do leta 1830 je bila stavba skoraj končana, leta 1840 pa jo je papež Gregor XVI. povzdignil v metropolitansko stolnico in dvignil sedež Santiaga na položaj arhiepiskopa. Odlok o tem je bil pozneje izgubljen, tako da je papež Pij IX. dovolil, da so ga napisali na novo s končnim datumom 29. septembra 1873. Skupno je delo potekalo skoraj 80 let, cena pa je znašala 600.000 pesov.
Leta 1846 se je pričela gradnja kapele Capilla del Sagrario, ki jo je dopolnil Eusebio Chelli. Leto kasneje je nadškof Rafael Valentín Valdivieso naročil Alexandru Caldcleughu nakup orgel, medtem ko je Nacionalni kongres to odobril v proračunu. 8. novembra 1849 so orgle z ladjo prispele v Valparaiso. Za umestitev je bilo treba zgradili emporo nad vhodnimi vrati stolnice, ki je bila v začetku ojačana s štirinajstimi angleškimi železnimi stebri razporejenimi pod njo.
Konec 19. stoletja je nadškof Mariano Casanova naročil vrsto sprememb, ki so vidne še danes. Casanova se je odločil, da bo v celoti dokončal gradnjo, zato je najel Ignacia Cremonesija in začel z deli leta 1898. Cremonesijevo oblikovanje se zgleduje po toskanskem ali romanskem slogu. V preoblikovanjih je bil kamen prekrit s štukom, strop pa razdelil z lesom v posamezne pobarvane prizore. Za emporo je bilo najprej predlagano, da ostane na stebrih in zunaj loka. Vendar pa je bilo to spremenjeno tako, da jo je obokal, kar je močno povečalo velikost kora, a precej omejilo zvočno zmogljivost orgel.
Leta 1909 je Casanova končno uspel posvetiti spremenjeno cerkev. Cerkev sestavljajo tri ladje: dve stranski in glavna višja. Cremonesi je na fasado dodal še dva stolpa.

### Zadnje obnove
Od začetka leta 2005 do začetka leta 2006 je bil v celoti preoblikovan glavni oltar skupaj s kripto. Med izkopavanji so našli ostanke ministra Diega Portalesa, ki je bil umorjen leta 1837. V kripti so bili najdeni posmrtni ostanki vseh škofov in nadškofov Santiaga.
Sporazum med nadškofijo in Papeško katoliško univerzo Čila je prinesel dogovor, da ostane stolnica kompleks v celoti obnovljena za ekumensko molitev za Čile in Te Deum dan ekumenske neodvisnosti leta 2010. Vendar je bilo treba, zaradi posledic potresa konec februarja istega leta, te obrede praznovati na Plaza de Armas. Mesece kasneje je minister za javna dela, Hernán de Solminihac napovedal, da je treba stolnico obnoviti tako znotraj kot zunaj. Obnova se je začela februarja 2014 in vključevala fasado in okrasne dele cerkve. Za stabilizacijo po zadnjem potresu so bile nameščene tudi jeklene palice in armatura iz ogljikovih vlaken. Poleg tega je bila obnovljena osvetlitev in ureditev za turistične oglede. Delo je stalo skoraj tri milijarde čilenskih pesov (4.500.000 USA$ v letu 2015) in končana v juliju istega leta. 

## Opis
Glavna cerkev je triladijska bazilika. Široka je 45 metrov, dolžina od spredaj do vrat na ulico Bandera, je približno 100 metrov. To daje površino okoli 4500 kvadratnih metrov.

### Glavna ladja
V glavni ladji stoji v ozadju stari oltar, kronan s ciborijem iz marmorja, ki hrani znotraj križ, zaključen z orlom in varovan z angeli, ki je bil zgrajen v Münchnu leta 1912, kjer so bile maše do liturgične reforme drugega vatikanskega koncila (1965). Ta oltar je bil predelan in spremenjen med letoma 2005 in 2006 v delu, ki je vključeval popolno prenovo prezbiterija in popolno prenovo kripte. 
Pred oltarjem je po stopnicah prezbiterija ambon ali lesen čitalnik v obliki orla. Na levi, na pilastru, je ohranjen velik križ, ki ga je poklonil papež Pij XI.. Nato sledijo rezbarjeni leseni sedeži za duhovnike, ki sestavljajo metropolitanski kapitelj. Na levi strani prezbiterija, pod leseno krošnjo, je nadškofov stol.
V središču prezbiterija je nov fiksni oltar, sestavljen iz gladkega bloka granita, varovan s kompletom, ki ga sestavljajo križ in šest srebrnih kandelabrov, kot se zahteva za papeško mašo. Za novim oltarjem je že omenjen stari glavni oltar. Na koncu kompleksa, poleg starega oltarja na desni strani, so orgle, ki jih je leta 1754 zgradil nemški jezuit Calera de Tango in se še vedno uporabljajo. V osrednji ladji izstopa izrezljana lesena prižnica iz 19. stoletja.
Na steni apside je glavna oltarna podoba Marijinega vnebovzetja, zavetnice stolnice, obkrožena z angeli in bronastimi žarki, ki jo varujejo, slike apostolov Santiaga (zavetnikov mesta in nadškofije) in Santa Rosa de Lima, tudi v lesu. Pod tem oltarjem je okno, ki osvetljuje ciborij, kjer je razpelo in napolni glavno ladjo s svetlobo. Ob vznožju je podoba svetega Frančiška Ksaverija, ki leži. Ob straneh je dvoje vrat, ki vodijo proti ulici Bandera, ki tvorita preprosto zadnjo fasado.
Na drugi strani so v empori, ki je nad glavnimi vrati, velike orgle, izdelane v hiši Flight & Son de Londes. Od 1980-ih je bila zvočna zmogljivost popolnoma nična.

### Kripta
Pod prezbiterijem je arhiepiskopska kripta, kjer so običajno pokopavali nadškofe Santiaga. Prej je bila grobnica temna in uničena, vendar so na pobudo kardinala Carlosa Ovieda Cavada razvili projekt za izgradnjo nove, z bolj dostojanstvenim oltarjem za ostanke prelatov. Predelana leta 2005, ima zdaj moderen in trezen videz, s Križanjem in majhnim granitnim oltarjem. Na straneh so niše v stenah, kjer počivajo nekateri škofje in nadškofje Santiaga. Poleg teh še apostolski nuncij, msgr Aldo Laghi.
Za starim glavnim oltarjem sta grobnici Diega Portalesa in José Tomása Ovalleja.

### Desna stranska ladja
V desni stranski ladji stojijo grobovi velikih osebnosti v zgodovini države, prvi škofje in osebnosti iz aristokracije.
Ob desnih vratih na Plaza de Armas je spomenik in marmorna amfora, kjer so srca čilskih častnikov ubitih v solitrni vojni leta 1882. Je neogotski, v belem marmorju, odkrit leta 1912. V bližini prednjih vrat je vklesan lesen nagrobnik v spomin bratov Carrera (Juan Jose Luis, Jose Miguel in Francisca Javiera), katerih grob še vedno nima prostora v stavbi stolnice. Tu so tudi grobovi nadškofov in Joaquína Larraina Gandarillasa, ustanovitelja in prvega rektorja Papeške katoliške univerze v Čilu.
V tem delu je osem stranskih oltarjev.
- Oltar našega Gospoda Jezusa Kristusa.
- Carrerova grobnica.
- Oltar svete Tereze Andske.
- Oltar svetega Alberta Hurtada.
- Oltar svetega Frančiška de Sales.
- Spomenik herojem v Solitrni vojni.

### Leva stranska ladja
Leva ladja ima velik nagrobni spomenik nadškofa Rafaela Valentina Valdiviesa v marmornatem sarkofagu. Nasproti je spomenik nadškofa Joséja Alejo Eyzaguirreja. Ob vratih zakristije je tudi majhen spomenik, na mestu, kjer je bil umorjen oče Faustino Gazziero, v rokah duševno bolnega mladeniča.
V središču te ladje stoji kapela blaženega zakramenta z oltarjem, ki ga pokriva marmornat ciborij. V tej kapeli je zlat papež Janez Pavel II. ob svojem obisku leta 1987.
V tej ladji je šest oltarjev.
Skoraj na dnu leve ladje je zakristija v kateri so sveti predmeti, okraski in pripomočki kolonialne, baročne in neoklasicistične umetnosti.

### Arhitekturni kompleks
Arhitekturni kompleks metropolitanske stolnice Santiaga, poleg stolnice obsega še nadškofijsko palačo, ki meji na ulico Compañía in Parroquia del Sagrario. Župnijska cerkev je med palačo in stolnico. Skozi vrata v bližini glavnega vhoda, kjer je podoba Virgen del Carmen,  prihajajo procesije po ulicah vsako leto konec septembra. Ta slika je bila najdena leta 1985 v baziliki Odrešenika v Santiagu.
Nadškofijska palača, obnovljena med letoma 2007 in 2008, je bila več kot stoletje prebivališče nadškofa dokler se niso odločili, da zgradijo svoje bivališče izven središča Santiaga in v bolj skromnih razmerah. Trenutno so v zgornjem nadstropju upravni uradi, razstavna galerija, avditorij in kapiteljska dvorana, kjer se nadškof sreča s svojimi vikarji na bolj svečan način. V pritličju so pisarne El Sagrario Parish, knjižnica in trgovine. V njej je deloval v času vojaškega režima Vicaría de la Solidaridad.
Kompleks kot celota je razglašen za narodni spomenik.